# Białki Dolne
Białki Dolne – wieś w Polsce położona w województwie lubelskim, w powiecie ryckim, w gminie Ułęż.
| SIMC    | Nazwa     | Rodzaj  |
| ------- | --------- | ------- |
| 0392230 | Osmolice  | kolonia |
| 0392247 | Wąwolnica | kolonia |

W latach 1954–1959 wieś należała i była siedzibą władz gromady Białki Dolne, po jej zniesieniu w gromadzie Ułęż. W latach 1975–1998 miejscowość administracyjnie należała do ówczesnego województwa lubelskiego.
Na terenie wsi ustanowiono dwa sołectwa: Białki Dolne i Wąwolnica. Według Narodowego Spisu Powszechnego z roku 2011 wieś liczyła 293 mieszkańców.
Wierni Kościoła rzymskokatolickiego należą do parafii Wniebowzięcia Najświętszej Maryi Panny w Żabiance.

## Historia
Wieś odnotowana w wieku XVI. Akta ziemskie stężyckie podają pod 1566 rokiem Wojciecha Męcińskiego „de Białki et Nowodwor oppido haeres” (spadkobierca Białek i miasta Nowodwór). Tenże Męciński w 1570 roku posiada Nowodwór, Białki (wówczas jedna wieś), Osmolice, Trzciankę, Grabowo alias Chojdakową Wolę.
W drugiej połowie wieku XIX w dobrach Nowodwór należących wówczas do hrabiego Ludwika Krasińskiego odnotowano folwarki: Ossmolice, Wąwolnica i Nowodwór oraz wsie: Nowodwór, Białki Dolne, Korzeniów, Bakiera, Borki, Rycza i Białki Górne. Rozległości dominialna wynosiła mórg 2941.